# Sembawa (Kalibening)
Sembawa is een bestuurslaag in het regentschap Banjarnegara van de provincie Midden-Java, Indonesië. Sembawa telt 1981 inwoners (volkstelling 2010).